# Francisco Cuoco
Francisco Cuoco (São Paulo, 29 de noviembre de 1933-São Paulo, 19 de junio de 2025) fue un actor brasileño. Considerado uno de los principales artistas brasileños, se destacó interpretando a galán en varias producciones televisivas entre los años 60 y 90.
Inició su carrera en TV Tupi en 1957, moviéndose entre TV Rio, TV Excelsior y RecordTV, hasta llegar a la Rede Globo en 1970, donde permanece hasta la actualidad. En la cadena mundial, inmortalizó personajes exitosos, como el emergente Gilberto Athayde en O Cafona (1971), el agraviado Cristiano Vilhena en Selva de Pedra (1972), el taxista Carlão en Pecado Capital (1975), el vidente Herculano Quintanilha en O Astro (1978), y los dobles Denizard y Paulo Della Santa en The Other (1987), entre muchos otros.

## Biografía
De origen humilde, hijo del comerciante italiano Leopoldo Cuoco, Francisco creció en el barrio paulista de Brás, con su hermana Grácia y su madre Antonieta.
De día trabajaba con su padre en la feria y de noche estudiaba, buscando una profesión estable. Quería estudiar Derecho, pero al entrar en contacto con la Escuela de Arte Dramático Alfredo Mesquita, decidió convertirse en dramaturgo profesional. Abandonó los estudios de leyes y códigos y se dedicó a una vocación artística.

## Carrera
Debutó en el teatro en obras del Teatro Brasileiro de Comédia y luego actuó para la compañía Teatro dos Sete, trabajando con directores como Alberto D'Aversa, Gianni Ratto, Fernando Torres y actores como Ítalo Rossi, Fernanda Montenegro, Carminha Brandão, entre otros. Su primer protagonista en el teatro fue con el personaje de Werneck, en O Beijo no Asfalto, de Nelson Rodrigues, en 1961, dirigida por Fernando Torres. En 1964 fue premiado por la Asociación de Críticos de Arte de São Paulo (APCA) como mejor actor de reparto en la obra Boeing-boeing.

Marília Pêra y Francisco Cuoco en O Cafona, 1971. Archivo Nacional.

En 1963, en TV Rio de Río de Janeiro, formó parte del elenco de actores del programa Grande Teatro Murray, dirigido por Sérgio Britto, donde se representaban textos de reconocidos autores de la literatura universal.
A partir de entonces, Cuoco siguió trabajando siempre cubierto con el aura del galán de los sueños de los televidentes, cargo que compartió en su momento con Carlos Zara, Tarcísio Meira y Hélio Souto.
Participó en telenovelas en Rede Tupi y, principalmente, en TV Excelsior, donde Dr. Fernando, protagonista de Redenção, la telenovela que aún ostenta el récord de emisión, con 596 capítulos emitidos en dos años. Además, tuvo un lugar destacado en la trama de <i id="mwWg">Sangue do meu Sangue</i>, estrenada en 1969.
Se transfirió a la Rede Globo en 1970, y su primer trabajo en la emisora fue la telenovela Assim na Terra como no Céu, de Dias Gomes, en la que el protagonista Vítor Mariano, un cura que abandona la sotana para casarse y tiene sus planes frustrados por la misteriosa muerte de su novia. A partir de entonces, realizó sucesivos trabajos que desembocaron en la firma de Janete Clair, que lo tenía como uno de sus actores favoritos. Para Cuoco, Janete creó a Cristiano de <i id="mwZA">Selva de Pedra</i>, al periodista Alex de O Semideus, al taxista Carlão -elogiado trabajo de Cuoco en la primera versión de la telenovela <i id="mwaA">Pecado Capital-</i>, la mezcla del bueno y el villano "Herculano" de <i id="mwag">O Astro</i>, el ambicioso Tião Bento en Sétimo Sentido y el político "Lucas" en Eu Prometo.
Después de muchos años alejado del teatro debido a un intenso trabajo en televisión, Cuoco regresó en 2002 con una obra de teatro al aire libre, ambientada en el siglo XVI, en la que interpretó al histórico sacerdote portugués Gonçalo Monteiro. Siguieron otras obras: la comedia de Rodrigo Murat Três Homem Baixos (2004), O Último Bolero (de João Machado), Circuncisión en Nueva York (João Bethencourt) y Deus é Química (Fernanda Torres).
En sus entrevistas, cuando se le pregunta por el cine, Francisco Cuoco siempre responde que recibió pocas invitaciones para participar en películas y que algunas las rechazó. Sus trabajos cinematográficos más recientes fueron las películas Cafundó (2005), de Paulo Betti y Clóvis Bueno, Traição (1998 - conjunto de tres episodios basados en la obra de Nélson Rodrigues), y Gêmeas (1999), de Andrucha Waddington, en que él Jorge, el padre de los gemelos del título. Protagonizó Anuska, Manequim and Woman (1968), Os Xeretas (2001), y participó en Um Anjo Trapalhão (2000), Didi - O Caçador detreas (2006) y Real Beleza (2015).

## Vida personal

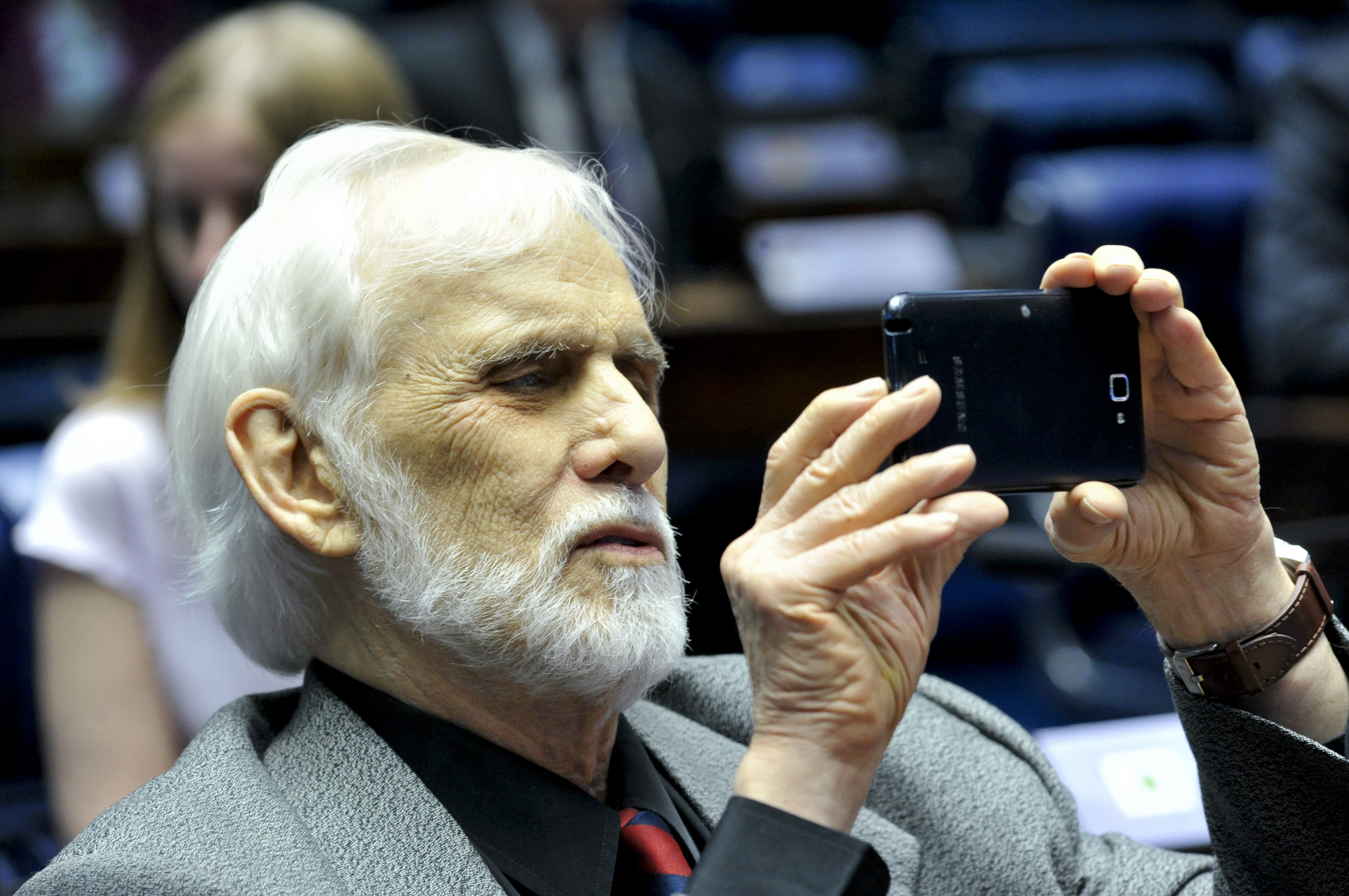
El actor en 2015, en sesión especial realizada en el pleno del Senado para conmemorar el quincuagésimo aniversario de las actividades de la Rede Globo

Estuvo casado con la actriz Carminha Brandão, doce años mayor que él, entre 1960 y 1964. Posteriormente se casó con Gina Rodrigues, con quien tuvo tres hijos, Tatiana, Rodrigo y Diogo, y se divorció en 1984.
En 2013 asumió su relación con la estilista Thaís Almeida, en ese momento de 27 años. En diciembre de 2017 anunció el fin de la relación y dijo que su exesposa, Gina, se mudó a su departamento, pero solo como amigos. [cita requerida] ] En marzo del 2021 lanzó su canal de Youtube.

### Polémica por presunto hijo
En 2022, un presunto hijo de Cuoco, el modelo Anthony Junior, interpuso una demanda para que el actor reconociera su paternidad; según Junior, Cuoco y su madre habían tenido una aventura en 1978. El actor, sin embargo, negó los hechos, faltándose dos veces la prueba de ADN marcada.

### Fallecimiento
El actor falleció de una falla multiorgánica a los 91 años el 19 de junio de 2025, tras permanecer 20 días internado en el Hospital Albert Einstein, en São Paulo, debido a problemas de salud que enfrentaba en los últimos años. En sus últimos años de vida, Cuoco tenía dificultades de locomoción y vivía con su hermana, Grácia Cuoco.

## Filmografía

### Televisión
| Ano     | Título                              | Personagem                                 | Nota                                                |
| ------- | ----------------------------------- | ------------------------------------------ | --------------------------------------------------- |
| 2020    | Salve-se Quem Puder                 | Ele mesmo                                  | Episódio: "14 de março"                             |
| 2020    | Juntos a Magia Acontece             | Padre Francisco                            | Especial de fim de ano                              |
| 2019    | Tá no Ar: a TV na TV                | Ele mesmo                                  | Episódio: "12 de fevereiro"                         |
| 2018    | Segundo Sol                         | Nestor Maranhão                            |                                                     |
| 2018    | Pega Pega                           | Seu Chico                                  | Episódio: "8 de janeiro"                            |
| 2016    | Sol Nascente                        | Gaetano De Angeli                          |                                                     |
| 2015    | I Love Paraisópolis                 | Evaristo Mateus                            | Episódios: "30 de outubro–7 de novembro"            |
| 2014    | Boogie Oogie                        | Vicente Santos                             |                                                     |
| 2014    | A Grande Família                    | Oduvaldo Carrara                           | Episódio: "Guerra e Pais"                           |
| 2014    | Doce de Mãe                         | Fortunato de Souza (Toninho)               | Episódio: "O Fim de História"                       |
| 2013    | Amor à Vida                         | Rubão Carvalho                             | Episódios: "3–31 de janeiro"                        |
| 2011    | A Vida da Gente                     | Mariano Vilaça                             |                                                     |
| 2011    | O Astro                             | Férragus                                   |                                                     |
| 2010    | Passione                            | Olavo da Silva                             |                                                     |
| 2010    | A Princesa e o Vagabundo            | Germain                                    | Especial de fim de ano                              |
| 2008    | Negócio da China                    | Evandro Fontanera                          |                                                     |
| 2008    | Dicas de um Sedutor                 | Geraldo                                    |                                                     |
| 2008    | Dança dos Famosos                   | Participante                               | Temporada 5                                         |
| 2008    | Duas Caras                          | Ele mesmo                                  | Episódio: "14 de março"                             |
| 2008    | Casos e Acasos                      | Dr. Anísio                                 | Episódio: "A Nova Namorada, o Chefe e o Dia Fértil" |
| 2007    | Toma Lá, Dá Cá                      | Dr. Pauleta                                | Episódio: "Galinha Que Come Pedra"                  |
| 2007    | Amazônia, de Galvez a Chico Mendes  | Augusto                                    | Terceira fase                                       |
| 2006    | Cobras & Lagartos                   | Omar Pasquim / Vicentino Pereira (Pereira) |                                                     |
| 2005    | América                             | José da Silva Higino (Zé Higino)           |                                                     |
| 2004    | A Grande Família                    | Oduvaldo Carrara                           | Episódio: "Quem é Morto Sempre Aparece"             |
| 2004    | Da Cor do Pecado                    | Pai Gaudêncio                              | Episódios: "5 de março–3 de julho"                  |
| 2003    | Agora É que São Elas                | Raul Ramos Tigre Zabelheira                |                                                     |
| 2001    | As Filhas da Mãe                    | Fausto Cavalcante                          |                                                     |
| 2001    | O Clone                             | Padre Matiolli                             |                                                     |
| 2001    | Sai de Baixo                        | Lindovando Batista                         | Episódio: "Algo de Brega no Reino da Dinamarca"     |
| 1998    | Dona Flor e Seus Dois Maridos       | Garcia                                     |                                                     |
| 1998    | Pecado Capital                      | Salviano Lisboa                            |                                                     |
| 1997    | A Justiceira                        | Seu Paixão                                 |                                                     |
| 1997    | Malhação                            | Orestes Maldonado                          | Temporada 3                                         |
| 1996    | Quem É Você?                        | Nelson Maldonado                           |                                                     |
| 1995    | A Próxima Vítima                    | Dr. Hélio Ribeiro                          |                                                     |
| 1995    | Memórias de Um Sargento de Milícias | Vidigal                                    |                                                     |
| 1994    | Tropicaliente                       | Gaspar Velasquez                           |                                                     |
| 1993    | Menino de Engenho                   | Coronel José Paulino                       | Telefilme                                           |
| 1992    | Deus Nos Acuda                      | Otto Bismark                               |                                                     |
| 1990    | Lua Cheia de Amor                   | Diego Miranda                              |                                                     |
| 1990    | Lua Cheia de Amor                   | Esteban Garcia                             |                                                     |
| 1989    | O Salvador da Pátria                | Severo Toledo Blanco                       |                                                     |
| 1987    | O Outro                             | Paulo Della Santa                          |                                                     |
| 1987    | O Outro                             | Denizard de Matos                          |                                                     |
| 1983    | Eu Prometo                          | Lucas Cantomaia                            |                                                     |
| 1982    | Sétimo Sentido                      | Sebastião Bento (Tião Bento)               |                                                     |
| 1981    | Obrigado Doutor                     | Rodrigo Junqueira                          |                                                     |
| 1979    | Os Gigantes                         | Francisco Rubião (Chico)                   |                                                     |
| 1979    | Feijão Maravilha                    | Dono de um galinheiro                      | Episódio: "20 de março"                             |
| 1977    | O Astro                             | Herculano Quintanilha                      |                                                     |
| 1976    | Duas Vidas                          | Victor Amadeu                              |                                                     |
| 1976    | Saramandaia                         | Tiradentes                                 | Episódio: "3 de maio"                               |
| 1975    | Pecado Capital                      | José Carlos Moreno (Carlão)                |                                                     |
| 1975    | Roque Santeiro                      | Luis Roque Duarte (Roque Santeiro)         | Versão censurada                                    |
| 1975    | Cuca Legal                          | Mário Barroso                              |                                                     |
| 1973    | O Semideus                          | Alex Garcia                                |                                                     |
| 1972    | Selva de Pedra                      | Cristiano Vilhena                          |                                                     |
| 1971    | O Cafona                            | Gilberto Athayde                           |                                                     |
| 1970    | Assim na Terra como no Céu          | Vítor Mariano                              |                                                     |
| 1969    | Sangue do Meu Sangue                | Carlos                                     |                                                     |
| 1969    | Sangue do Meu Sangue                | Lúcio                                      |                                                     |
| 1968    | Legião dos Esquecidos               | Felipe                                     |                                                     |
| 1966    | Redenção                            | Dr. Fernando Silveira                      |                                                     |
| 1966    | Almas de Pedra                      | Felipe                                     |                                                     |
| 1964    | <i id="mwAnk">Renúncia</i>          | Miguel                                     |                                                     |
| 1964    | O Pecado de Cada Um                 | Daniel                                     |                                                     |
| 1964    | Os Quatro Filhos                    | Luís                                       |                                                     |
| 1964    | Ainda Resta uma Esperança           | Alcides                                    |                                                     |
| 1964    | Banzo                               | Mário                                      |                                                     |
| 1964    | Marcados pelo Amor                  | Victor                                     |                                                     |
| 1963    | Pouco Amor Não É Amor               |                                            |                                                     |
| 1963    | A Morta Sem Espelho                 |                                            |                                                     |
| 1957–59 | Grande Teatro Tupi                  | Varios personajes                          |                                                     |

### Cine
| Año  | Título                       | Papel                  |
| ---- | ---------------------------- | ---------------------- |
| 1960 | Gran sertón                  |                        |
| 1961 | Pedro y Pablo                | extraviado             |
| 1968 | Anuska, Maniquí y Mujer      | Bernardo               |
| 1983 | Mandrágora                   |                        |
| 1998 | Traición                     | Argemiro Santos        |
| 1999 | Mellizos                     | doctor Jorge, el padre |
| 2000 | Un ángel torpe               | hombre cansado         |
| 2001 | el entrometido               | Stegner                |
| 2002 | El castillo                  | Cuentista              |
| 2005 | Afuera                       | obispo                 |
| 2006 | Didi - El cazador de tesoros | guardián               |
| 2016 | belleza real                 | pedro                  |

## Teatro
- 1955 - El Anuncio hecho a María
- 1956 - Las tres hermanas
- 1957 - El cántaro roto
- 1957 - Amantes pueriles
- 1957 - La Virgen de Éfeso
- 1958 - La cantera de las almas
- 1959 - El señorío
- 1959 - Cuando mueres de amor
- 1959 - Romanoff y Julieta
- 1960 - Cristo Proclamado

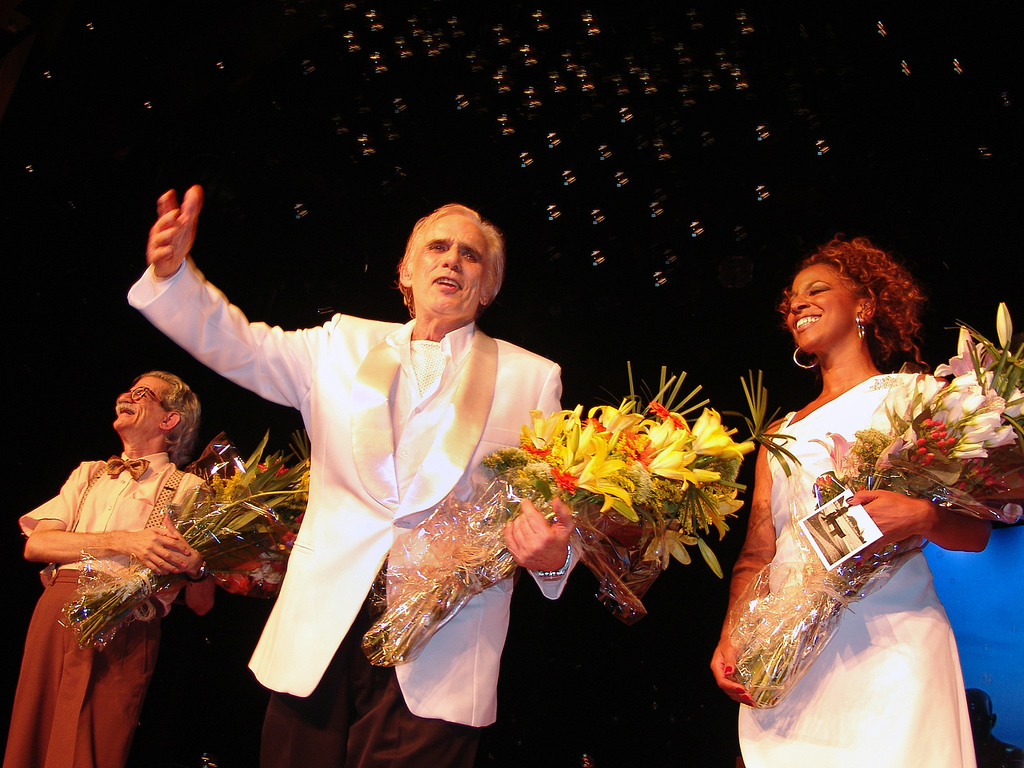
2005 - El actor Francisco Cuoco entre los actores Chico Tenreiro y Adriana Lessa, en la comedia O Último Bolero.

- 1960 - Con la pulga detrás de la oreja
- 1960 - Mambembé
- 1961 - El beso en el asfalto
- 1961 - El médico volador
- 1961 - El viejo celoso
- 1962 - Hombre, bestia y virtud
- 1962 - Panorama visto desde el puente
- 1964 - Boeing Boeing
- 1965 - Boeing-Airbus
- 1967 - La infidelidad al alcance de todos
- 1969 - El asalto
- 1985 - Hedda Gabler
- 2005 - Los tres hombres bajos
- 2006 - El último bolero
- 2007 - Pasión de Cristo de la Nueva Jerusalén
- 2008 - Circuncisión en Nueva York
- 2009 - Dios es química
- 2012 - Judy Garlandy - El final del arcoíris
- 2013 - Una vida en el teatro
- 2015 - Electra
- 2017 - Pasión y muerte de un hombre

Fuente: Itaú Cultural/Enciclopedia/Teatro dos Sete y TBC

## Premios y nominaciones
| Año  | Otorgar                                               | Categoría               | equipo                 | Resultado |
| ---- | ----------------------------------------------------- | ----------------------- | ---------------------- | --------- |
| 1964 | Trofeo Asociación Paulista de Críticos de Arte (APCA) | Mejor actor de reparto  | Venezuela              |           |
| 1967 | Trofeo de Prensa                                      | Mejor actor             | Redención \| Venezuela |           |
| 1968 | Trofeo de Prensa                                      | Venezuela               | Redención \| Venezuela |           |
| 1969 | Trofeo de Prensa                                      |                         | Redención \| Venezuela |           |
| 1970 | Trofeo de Prensa                                      | Mejor actor             |                        |           |
| 1971 | Trofeo de Prensa                                      | Mejor actor             |                        |           |
| 1972 | Trofeo de Prensa                                      | Mejor actor             | Venezuela              |           |
| 1972 | Trofeo de Prensa                                      | Mejor actor             | Venezuela              |           |
| 1974 | Trofeo de Prensa                                      | Mejor actor             |                        |           |
| 1988 | Trofeo de Prensa                                      | Mejor actor             |                        |           |
| 1998 | Festival Internacional de Cine de Brasilia            | Mejor actor de reparto  | Venezuela              |           |
| 2005 | Premio de Arte de Calidad de Brasil                   | Mejor actor de reparto  | America \| Venezuela   |           |
| 2011 | ¡Premio contigo! de TV                                | Conjunto de trabajo     | Venezuela              |           |
| 2016 | Premio Guaraní de Cine Brasileño                      | Mejor actor de reparto  |                        |           |
| 2018 | Trofeo Mario Lago                                     | Premio a la Trayectoria | Venezuela              |           |